# Michel Graeff

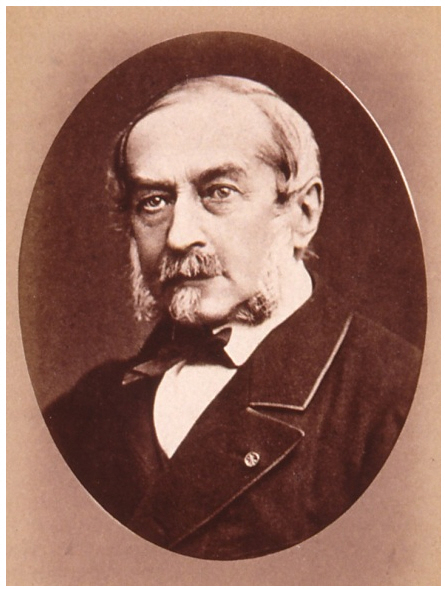
Porträt, veröffentlicht im Jahre 1888 von Antoine Meyer

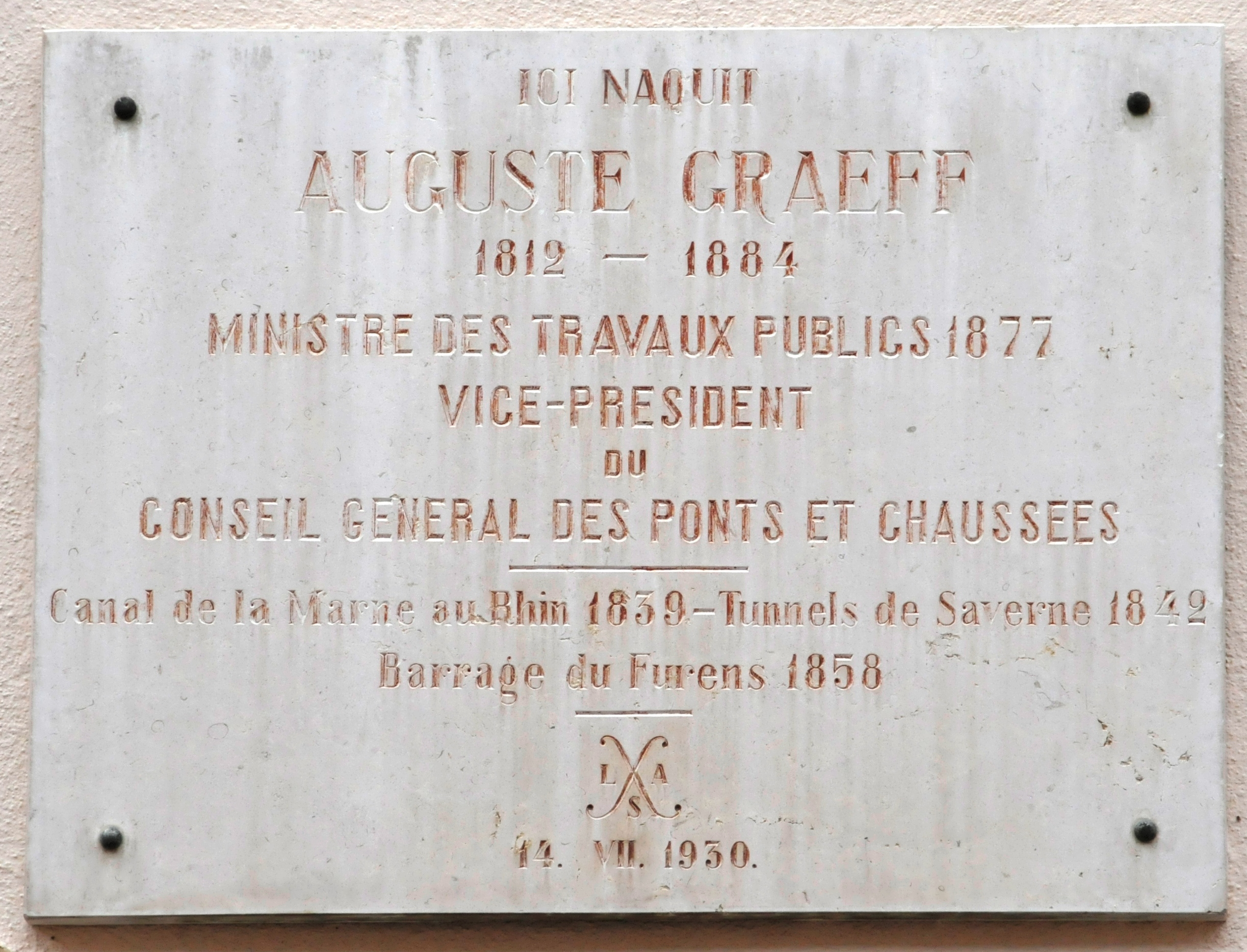
Gedenktafel an seinem Geburtshaus, 19, rue du Sel, Séléstat

Michel Ignace Auguste Graeff (* 11. März 1812 in Sélestat, Elsass; † 6. August 1884 in Boisset-lès-Montrond, Département Loire) war ein französischer Brücken- und Straßenbauingenieur und Politiker.

## Leben
Graeff wurde als Sohn von Nicolas Ignace Graeff, einem privaten Steuereinnehmer im Bezirk Séléstat, und seiner Frau Rosine Antoinette Mathieu geboren. 1832 besuchte er die Polytechnische Schule und verließ sie zwei Jahre später, um die Schule École des ponts et chaussées zu besuchen. 1840 wurde er in Zabern Ingenieur.
Graeff war seit seiner Tätigkeit in Zabern in den Vorbereitungen zu den Arbeiten im Zusammenhang mit der Paris-Straßburger-Eisenbahn involviert und übernahm später deren Bauleitung. 1841 wurde Zabern an das Eisenbahnnetz angeschlossen.
Nach seiner Ernennung 1856 zum Oberbauingenieur für das Département Loire zeichnete er verantwortlich für die Gestaltung der Wasserführung.
Im Jahre 1856 wurde er im Département Loire Assistent von Pierre Conte-Grandchamp, ebenfalls Brücken- und Straßenbauer und des Ingenieurs Pierre-Louis-Adrien de Montgolfier-Verpilleux. Unter ihrer Leitung realisierte er den Staudamm des Gouffre d'Enfer bei Saint-Étienne im Furan. Er brachte sich ein in die Sanierung der Ebene von Forez durch den Bau eines Kanals. Er ist auch Urheber von Kanälen und Eisenbahnstrecken (1861).
Der Berufung im Jahre 1869 als Généralinspecteur folgte zehn Jahre später die Vorstandstätigkeit im Conseil Général des Ponts et Chaussées. Nach vierjähriger Tätigkeit als „Erster Ingenieur Frankreichs“, während der er dem Arbeitsministerium kurzzeitig vorstand, folgte der Ruhestand.
Von November bis Dezember 1877 war er Minister für öffentliche Arbeiten; 1861 wurde er als Ritter der Ehrenlegion ausgezeichnet.

## Quelle
- Assemblée National